# Felix von Luschan
Felix Ritter von Luschan (Hollabrunn, 11 agosto 1854 – Berlino, 7 febbraio 1924) è stato un medico, antropologo, esploratore, archeologo ed etnografo austriaco.
Si noti che Ritter non è parte del cognome, bensì un titolo equivalente a cavaliere o baronetto.

## Biografia
Nato a Hollabrunn, nel sud dell'Austria, von Luschan frequentò il liceo ginnasio a Vienna, per poi studiare medicina e antropologia presso le università di Vienna e Parigi. Specializzatosi in craniometria, ottenne il dottorato nel 1878 e prestò poi servizio come medico in Bosnia, all'epoca sotto il controllo dell'impero austro-ungarico. Insieme all'archeologo britannico Arthur Evans, visitò Dalmazia, Montenegro e Albania. Dal 1880 si dedicò alla professione medica presso il "Vienna General Hospital" e all'insegnamento presso l'università di Vienna. Nel 1885 sposò Emma von Hochstetter, figlia del geologo tedesco Ferdinand von Hochstetter.
Il 1º gennaio 1886, von Luschan divenne assistente di Adolf Bastian, direttore del Königliches Museum für Völkerkunde di Berlino (oggi noto come "Museo di etnologia di Berlino"). Nel 1905, alla morte di Bastian, von Laschan divenne direttore del dipartimento relativo all'Africa e all'Oceania. Nel 1909 lasciò il suo incarico al Völkerkundemuseum per dedicarsi unicamente all'attività accademica, e nel 1911 ottenne la cattedra di antropologia alla "Frederick William University" di Berlino (oggi chiamata "Humboldt University").
Von Luschan è noto soprattutto per aver ideato una scala di classificazione del colore della pelle umana, nonché per la collezione di 6300 teschi recuperati nelle colonie tedesche in Africa. Nei suoi scritti von Luschan rigettò sempre idee che suffragassero le teorie del cosiddetto "razzismo scientifico" e sottolineò sempre l'uguaglianza fra le diverse etnie umane.
Morì a Berlino nel 1924 e venne sepolto a Millstatt am See, dove trascorreva spesso le vacanze estive.

## Spedizioni
Nel 1881, von Luschan esplorò con Otto Benndorf la Licia, regione del sud dell'Anatolia, dove si occuparono degli scavi della tomba di Gölbaşı-Trysa vicino a Myra (la tomba è oggi esposta al Kunsthistorisches Museum di Vienna). Nel 1882, insieme a Karol Lanckoroński e Alfred Biliotti, viaggiò in Panfilia e a Rodi.
Nel febbraio del 1883 accompagnò Carl Humann in una spedizione sul Monte Nemrut, nella storica Commagene. In un'area anticamente abitata dagli Ittiti, von Luschen scoprì le rovine della città di Sam'al e la grande cava e laboratorio di scultura di Yesemek.
Nel 1905 si recò con la moglie in Sudafrica su invito della British Science Association, mentre nel 1913 andarono in Australia, dove ricevettero notizia dello scoppio della prima guerra mondiale, che costrinse i coniugi von Luschen a non tornare in Europa e dirigersi invece negli Stati Uniti.